# Nimr al-Nimr
Nimr Baqr al-Nimr (tiếng Ả Rập: نمر باقر النمر) (1959 – 2 tháng 1 năm 2016), thường hay được gọi là Sheikh Nimr, là một giáo sĩ hồi giáo Shia tại thành phố al-Awamiyah, Tỉnh miền Đông. Ông ta rất được giới trẻ hâm mộ và là một người bất đồng chính kiến với chính sách của chính phủ Ả Rập Xê Út.

## Cuộc đời
Sheikh Nimr đã học trên đại học về hồi giáo tại Ghom ở Iran. Ông tranh đấu cho quyền của người dân và kêu gọi bầu cử tự do ở Ả Rập Xê Út. Ông cho biết là đã bị mật thám đánh đạp khi bị bắt giam 2006. Năm 2009, ông chỉ trích nhà cầm quyền Saudi và đề nghị tách tỉnh miền Đông, một tỉnh lớn nhất và sản xuất nhiều dầu hỏa nhất, ra khỏi nước này nếu quyền của dòng Shia ở đây không được tôn trọng. Vì vậy một lệnh bắt giam ông đã được ban hành, 35 người đã bị bắt. Trong các cuộc phản đối 2011–2012 ở Saudi, al-Nimr kêu gọi người biểu tình hãy dùng lời nói hơn là bạo lực để chống lại các viên đạn của cảnh sát, tuyên đoán sự sụp đổ của chính quyền nếu họ tiếp tục đàn áp, được báo The Guardian cho là người lãnh đạo cuộc nổi dậy.".
Vào ngày 8 tháng 7 năm 2012 al-Nimr bị cảnh sát bắn vào chân và bị bắt, cảnh sát cho là xảy ra lúc 2 bên bắn nhau. Để phản đối hàng ngàn người đã xuống đường trong nhiều cuộc biểu tình  trong đó 2 người đã chết vì đạn của cảnh sát. Al-Nimr đã bắt đầu một cuộc tuyệt thực và dường như đã bị tra tấn.

## Xử tử
Vào ngày 15 tháng 10 năm 2014, al-Nimr bị kết tội tử hình vì đã tìm kiếm sự can dự của ngoại quốc vào nội bộ của Saudi, không tuân lời những người cai trị, và đã dùng vũ khí chống lại lực lượng an ninh Anh em trai ông, Mohammad al-Nimr, đã bị bắt cùng ngày vì đã Twitter tin tức về bản án. Nimr Baqr al-Nimr đã bị xử tử trước ngày 2 tháng 1 năm 2016, cùng 46 người khác. Chính phủ Saudi đã không giao xác ông cho gia đình, nói là tất cả xác chết đã bị hỏa thiêu sau đó.

### Phản ứng
- Hãng tin AFP ngày 2.1 dẫn nguồn từ hãng tin Iran ISNA cho biết người biểu tình đã tấn công, ném bom xăng, xâm nhập và đập phá đại sứ quán Ả Rập Xê Út ở Tehran.[20] Ngay ngày hôm sau, ngoại trưởng Saudi Adel al-Dschubeir tuyên bố cắt đứt quan hệ ngoại giao với Iran, và cáo buộc Tehran là "phân phối vũ khí và đặt mạng lưới khủng bố trong khu vực". Cả Bahrain, một đồng minh của Saudi cũng tuyên bố cắt đứt quan hệ ngoại giao với Iran. Các viên chức ngoại giao Iran tại 2 nước này bị ra lệnh phải rời khỏi Saudi và Bahrain trong vòng 48 tiếng.[21]